# 山口ことね
山口 ことね（やまぐち ことね、1999年12月1日 - ）は、日本の女性モデル、タレント、女優。愛知県出身。
アリス・イン・ワンダーランド所属。

## 人物
中京テレビの番組『PUSH！』にレポーターとして出演。愛知のケーブルテレビ、メディアスチャンネルの『知多半島まるごとガイド ちたまる』にも出演している。

2023年、ファッション雑誌『JJ』（光文社）主催のモデルオーディション「J-GIRL 国民的彼女」のファイナリスト。TikTok再生回数審査部門で1位に輝く。

## 出演

### テレビ番組
- PUSH！（中京テレビ）
- 知多半島まるごとガイド　ちたまる（メディアスチャンネル）

### ドラマ
- 関市観光PRドラマ「フラワーズ・ブルーム」主役「香澄」役。日本国際観光映像祭2023、旅ムービー部門優秀作品賞を受賞
- 日本一の最低男 ※私の家族はニセモノだった 第4話（2025年1月30日、フジテレビ） - カフェの客 役

### ラジオドラマ
- FMシアター（NHK-FM）
  - 『お茶からはじまる物語』（2025年5月31日）[4] - 高校生の双葉 役

### 映画
2024年
- 特撮短編映画　「アユラ」
- 君がいるからまだ死なない

### 舞台
2022年
- 優しい劇団 第５回公演 初夏の女優祭『演劇の魔物 ～女優、跳梁跋扈(リビングデッド)篇！～』　（5月27日 - 5月29日、やさしい劇団）
- ながらえば　（6月25 - 6月26日、なごや芝居の広場）
- カチカチ山　（9月2日、演劇CAMP）

- いつか来る季節　（12月3日 - 12月4日、なごや芝居の広場）

2023年
- 優しい劇団の東京に吠えろ！　（3月4日 - 3月5日、優しい劇団）

- AIdol　（8月11日 - 8月13日、名古屋クリエイト）

- 愛・孤独・涙　（11月30日 - 12月3日、遊寂create）
- 紅白劇合戦2023　『優しい劇団の”一生後悔してくれや”』　（12月29日 - 12月31日、優しい劇団）

### CM
- JAバンクあいち
- 志摩スペイン村
- 常葉大学
- オカモト鐵工
- 北陸カワラ
- TUNAG
- OATアグリオ
- 岐阜かがみはら航空宇宙博物館
- キクチメガネ かわいい編
- キクチメガネ キレイ編
- キクチメガネ ひとりひとり編
- パルウェディング
- イズモ家族ホール
- 和食処サガミ
- 岡山ビジネスカレッジ
- オレンジフードコート
- ケーブルテレビ富山
- 恵那銀の森
- ブラザー折り紙レター
- 名四自動車学校
- 四日市自動車学校
- そらメモリアル
- 岐阜バス
- 株式会社テイクオン
- 金城学院大学ブランドムービー
- リゾートトラスト
- 近鉄グープ 伊勢志摩
- パルモ
- 寿がきや

## ライブ配信活動
- Pococha
- マシュバラ
- TikTokLIVE
- everylive